# Young Sinatra: Undeniable
Young Sinatra: Undeniable, anche noto solo come Undeniable, è il terzo mixtape del rapper statunitense Logic, pubblicato il 30 aprile 2012. Prodotto dalla Visionary Music Group, il producer principale dell'album è 6ix.
Tra le altre tracce, Logic omaggia nuovamente Dead Presidents con una propria versione che prende il nome di Dead Presidents III: a differenza della serie di Growing Pains, dove Logic manteneva la base di Dead Presidents, in questo pezzo il rapper campiona Chanson D'Un Jour D'Hiver dei Cortex e Synthetic Substitution di Melvin Bliss, mantenendo il ritornello originale del singolo di Jay-Z.

## Tracce
1. Inception – 2:09 (musica: 6ix)
2. Set The Tone – 2:50
3. Dead Presidents III – 4:43 (musica: C-Sick)
4. Used To Hate It – 4:32 (musica: 6ix)
5. No Biggie – 2:00
6. Disgusting (featuring C Dot Castro) – 3:20
7. Relaxation – 4:12
8. Tic Tac Toe – 4:12 (musica: 6ix, OB)
9. ThirstMail (Skit) – 1:36
10. The Spotlight – 3:23
11. Life Of A Don – 3:16 (musica: 6ix)
12. We Get High – 3:19 (musica: C-Sick)
13. Numbers – 4:00 (musica: 6ix)
14. 500 Days Of Summer – 3:45 (musica: 6ix)
15. What You Want – 3:55 (musica: 6ix)
16. Do Ya Like – 3:37 (musica: 6ix, Logic)
17. Aye Girl – 4:11 (musica: 6ix)
18. Young Sinatra III – 3:46
19. All Sinatra Everything – 5:03
20. Dear God – 3:08 (musica: 6ix)
21. I Made It – 4:03 (musica: 6ix)
22. World Wide – 7:58 (musica: 6ix)

Durata totale: 82:58